# Mellemformstyre
 Der er for få eller ingen kildehenvisninger i denne artikel, hvilket er et problem. Du kan hjælpe ved at angive troværdige kilder til de påstande, som fremføres i artiklen.

Mellemformstyre eller mere præcist mellemformstyre med delt administrativ ledelse, er en kommunal styreform, der kan anvendes af Københavns, Aarhus, Odense, Aalborg og Frederiksberg kommuner. P.t. er det kun Aarhus Kommune, der ikke har mellemformstyre med delt administrativ ledelse (her bruges i stedet magistratsstyre). De øvrige kommuner har haft det siden 1998.
I mellemformstyret har økonomiudvalget sammen med et eller flere − typisk omkring 5 – stående udvalg ansvaret for kommunens umiddelbare forvaltning. Udvalgene har til opgave at forberede sager til behandling i kommunalbestyrelsen, ligesom de gennemfører de allerede trufne beslutninger. Udvalgene har desuden kompetence til selvstændigt at træffe beslutninger i de sager, der ikke skal forelægges kommunalbestyrelsen. Udvalgenes formænd (typisk benævnt rådmænd; i København dog borgmester) er ligesom borgmesteren (i København overborgmesteren) fuldtidsansatte politikere, der foretager den daglige ledelse af hvert sit forvaltningsområde. Udvalgsformændene er fødte medlemmer af økonomiudvalget. 